# Karl Ruuth
Karl Didriksson Ruuth (Carl Dirichson Rutt), född troligen i början av 1590-talet på Bergstads gård utanför Borgå, död 3 februari 1656 i Elbing, var en svensk militär.
Karl Ruuth var son till Theodoricus Petri Rutha. Han kom i svensk krigstjänst 1614 och blev 1622 fänrik vid Johan Baners regemente, där han 1624 avancerade till löjtnant och 1628 till kapten. 1637 var han överstelöjtnant vid artilleriet och 1642 kommendant i Lauenburg. Rullorna upptar honom 1643–1648 som chef för ett värvat dragonregemente, vilket 1645-1648 var garnisonerat i Landsberg, vars kommendant Ruuth var under dessa år. Därutöver meddelade rådsprotokollet 23 maj 1644 att Ruuth denna dag gjordes till chef för "blå regementet". Ruuth tycks ha förblivit kommendant i Landsberg till 1650, då fästningen utrymdes av svenskarna och Ruuth förflyttades till Stettin. Han deltog troligen också i Karl X Gustavs polska krig och var från 1655 kommendant i Elbing. Om Ruuths privata förhållanden är mycket lite känt. 1627 introducerades hans ätt på svenska riddarhuset. Han förde på 1640-talet en långvarig process med sin kusin Anna Bertilsdotter Ruuth om gården Bergstad, vilken han fråndömdes genom Åbo hovrätts utslag. Han innehade, förutom gårdar i Uppland och Finland, i förläning från 1644 amtet Zilling i stiftet Halberstadt samt godsen Nonnendorf och Ulrichshausen i Pommern, till vilka han skrev sig. Från Ruuths tid som kommendant i Landsberg finns av hans hand ett hundratal brev till generalen Arvid Forbus. De förvaras i Lunds universitetsbibliotek och är en av de mest värdefulla enskilda svenska brevsamlingarna från trettioåriga krigets tid.